# Джексон Тауншип (округ Венанго, Пенсільванія)
Джексон Тауншип (англ. Jackson Township) — селище (англ. township) в США, в окрузі Венанго штату Пенсільванія. Населення — 917 осіб (2020).

## Демографія
Згідно з переписом 2010 року, у селищі мешкало 1147 осіб у 450 домогосподарствах у складі 335 родин. Було 519 помешкань
Расовий склад населення:
| - 98,0 % — білих - 0,2 % — корінних американців - 0,1 % — чорних або афроамериканців |

До двох чи більше рас належало 1,6 %. Частка іспаномовних становила 0,5 % від усіх жителів.
За віковим діапазоном населення розподілялося таким чином: 23,1 % — особи молодші 18 років, 63,1 % — особи у віці 18—64 років, 13,8 % — особи у віці 65 років та старші. Медіана віку мешканця становила 41,9 року. На 100 осіб жіночої статі у селищі припадало 96,7 чоловіків;  на 100 жінок у віці від 18 років та старших — 97,3 чоловіків також старших 18 років.
Середній дохід на одне домашнє господарство  становив 57 376 доларів США (медіана — 47 941), а середній дохід на одну сім'ю — 66 808 доларів (медіана — 58 889). Медіана доходів становила 45 278 доларів для чоловіків та 29 286 доларів для жінок. За межею бідності перебувало 8,5 % осіб, у тому числі 16,4 % дітей у віці до 18 років та 3,5 % осіб у віці 65 років та старших.
Цивільне працевлаштоване населення становило 395 осіб. Основні галузі зайнятості: освіта, охорона здоров'я та соціальна допомога — 22,8 %, виробництво — 22,3 %, роздрібна торгівля — 11,9 %, транспорт — 8,9 %.